# Delfina Varni
Delfina Varni (Haedo, Morón, provincia de Buenos Aires; 9 de diciembre de 1994) es una exactriz argentina.

## Biografía
Debutó en la televisión con tan solo nueve años de edad, en la telenovela infantil producida por Cris Morena, Rincón de luz, donde interpretó a Josefina Marini, parte del elenco de niños.
En 2004, fue parte del elenco de la telenovela juvenil Floricienta, también de Cris Morena, donde personificó a Victoria, una niña amiga de la familia protagonista, los Fritzenwalden Ese mismo año apareció en la telecomedia Los secretos de papá, por Canal 13. 
En el año 2006 obtuvo su primer papel protagónico en la película El Ratón Pérez donde interpretó a Lucía, una niña que tras perder su primer diente se embarca en una aventura para encontrar al Ratón Pérez, quien fue secuestrado por un ratón rival. Ese mismo año apareció en la telenovela infantojuvenil de Cris Morena Chiquititas sin fin donde encarnó a una de las antagonistas del reparto infantil, Thiara "Thiarita" Demont Anzorena. Con el elenco de la telenovela además participó de un espectáculo teatral en el Teatro Gran Rex.
Luego de su paso por Cris Morena, tuvo papeles en series de Disney Channel Latinoamérica. Su primera serie fue Peter Punk donde personificó a Evelyn. Luego en 2012 apareció en la segunda temporada de la serie cómica Cuando toca la campana. Ese fue su último trabajo en la televisión. 
Luego comenzó a estudiar, primero actuación en la New York Film Academy Drama y actualmente estudia la carrera de Relaciones Internacionales en la Universidad de Belgrano.

## Televisión
| Año         | Título                 | Papel           | Notas                           |
| ----------- | ---------------------- | --------------- | ------------------------------- |
| 2003        | Rincón de luz          | Josefina Marini | Personaje principal             |
| 2004        | Floricienta            | Victoria        | Personaje secundario            |
| 2004 - 2005 | Los secretos de papá   | Malena          | Personaje secundario            |
| 2006        | Chiquititas sin fin    | Thiara Demont   | Antagonista infantil            |
| 2008        | Mujeres asesinas       | Lorena          | Episodio: "Marta, manipuladora" |
| 2011        | Peter Punk             | Evelyn          |                                 |
| 2012        | Cuando toca la campana | Jane            |                                 |

## Cine
| Año  | Título         | Papel | Director             |
| ---- | -------------- | ----- | -------------------- |
| 2006 | El Ratón Pérez | Lucía | Juan Pablo Buscarini |